# Заплава річки Самара
Заплава річки Самара — орнітологічний заказник місцевого значення. Заказник розташований поблизу с. Зелений Гай Синельниківського району Дніпропетровської області.
Заказник створений у 1990 році, у 2005 році його територія була поглинута ландшафтним заказником загальнодержавного значення Петропавлівські лимани проте заказник «Заплава р. Самара» не був знятий з обліку.